# 3971 Вороникин
3971 Вороникин (енгл. 3971 Voronikhin) је астероид главног астероидног појаса. Приближан пречник астероида је 29,32 ,
а средња удаљеност астероида од Сунца износи 2,852 астрономских јединица (АЈ).
Инклинација (нагиб) орбите у односу на раван еклиптике је 13.000 степени, а орбитални период износи 1759,568 дана (4,817 године). Ексцентрицитет орбите астероида износи 0,181.
Апсолутна магнитуда астероида износи 11,80 а геометријски албедо 0,039.
Астероид је откривен 23. децембра 1979. године.